# Stelios Konstantas
Stelios Konstantas (Grieks: Στέλιος Κωνσταντάς) (Larnaca, 1982) is een populaire zanger in Cyprus. Tot tweemaal toe nam hij deel aan de nationale finale voor het Eurovisiesongfestival. Hij werd tweede in 1997 met "I grammitis ntropi" en vierde in 1999 met "Methysmeno feggari". Konstantas heeft een album en een single uitgebracht bij V2 records. Deze platenmaatschappij is ook verantwoordelijk voor de commerciële release van "Feeling Alive", het liedje voor het songfestival van 2003. Het lied werd twintigste. De zanger werd geboren in Larnaca maar verhuisde met zijn vrouw en drie kinderen een paar jaar geleden naar Griekenland om daar zijn carrière voort te zetten.
1981: Island · 
1982: Anna Vissi · 
1983: Stavros & Konstandina · 
1984: Andy Paul · 
1985: Lia Vissi · 
1986: Elpida · 
1987: Alexia · 
1989: Fani Polymeri & Yiannis Savvidakis · 
1990: Haris Anastasiou · 
1991: Elena Patroklou · 
1992: Evridiki · 
1993: Zimboulakis & Van Beke · 
1994: Evridiki · 
1995: Alexandros Panayi · 
1996: Constantinos Christoforou · 
1997: Hara & Andreas Konstantinou · 
1998: Michalis Hatzigiannis · 
1999: Marlain · 
2000: Voice · 
2002: One · 
2003: Stelios Konstantas · 
2004: Lisa Andreas · 
2005: Constantinos Christoforou · 
2006: Annet Artani · 
2007: Evridiki · 
2008: Evdokia Kadi · 
2009: Christina Metaxa · 
2010: Jon Lilygreen & The Islanders · 
2011: Christos Mylordos · 
2012: Ivi Adamou · 
2013: Despina Olympiou · 
2015: Giannis Karagiannis · 
2016: Minus One · 
2017: Hovig · 
2018: Eleni Foureira · 
2019: Tamta · 
2021: Elena Tsagrinou · 
2022: Andromache · 
2023: Andrew Lambrou · 
2024: Silia Kapsis · 
2025: Theo Evan